# Estreito de Bougainville

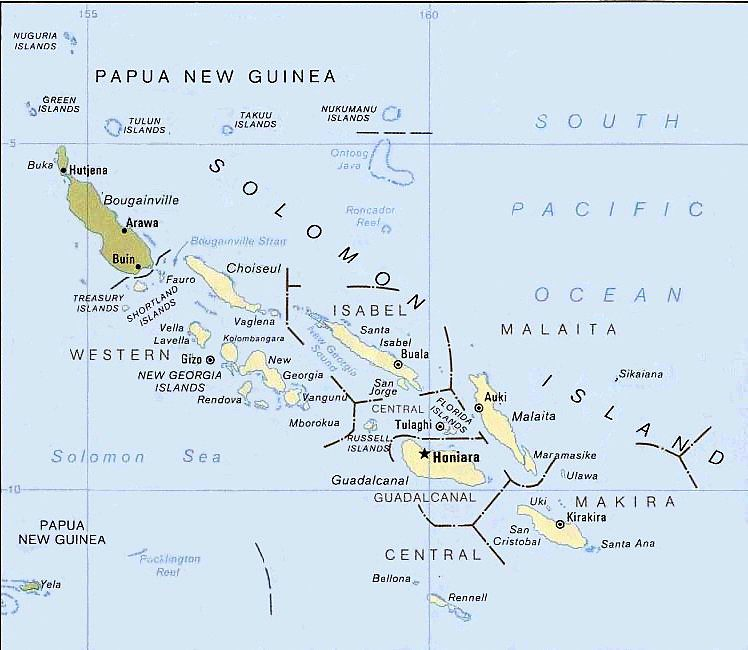
O estreito de Bougainville e as Ilhas Salomão

O estreito de Bougainville é um estreito que separa a ilha Choiseul da ilha Bougainville, na parte ocidental do oceano Pacífico. Foi cruzado pela primeira vez em 1768 por Louis Antoine de Bougainville, que lhe deu o nome. O tenente britânico John Shortland da Royal Navy navegou no estreito em 1788, dando o nome ilhas do Tesouro (Treasury Islands) a várias ilhas no estreito. Ele nomeou o estreito com seu nome, mas depois o mesmo acabou sendo conhecido como Bougainville.
O estreito de Bougainville faz parte da rota marítima mercante entre o estreito de Torres e o canal do Panamá. É uma das três grandes rotas para a marinha mercante que passa pelas Ilhas Salomão: as rotas são o estreito de Bougainville, o estreito Indispensável que liga o oceano Pacífico, o mar de Salomão e o mar de Coral; o estreito de Manning que liga o Pacífico ao estreito de Nova Geórgia, conhecido como ‘The Slot’, pelo qual navios da marinha japonesa reabasteciam as guarnições na ilha de Guadalcanal durante a Guerra do Pacífico.